# Besny-et-Loizy
Besny-et-Loizy è un comune francese di 389 abitanti situato nel dipartimento dell'Aisne della regione dell'Alta Francia.

## Società

### Evoluzione demografica
Abitanti censiti